# Ibrahim Nadżdżar
Ibrahim Nadżdżar, Ibrahim Najjar – libański prawnik, polityk i wykładowca akademicki, prawosławny chrześcijanin. Ukończył prawo na Uniwersytecie św. Józefa w Bejrucie. W latach 70. stanął na czele struktur lokalnych Falang Libańskich w Al-Kurze. W późniejszym czasie związany był z Siłami Libańskimi. W 2008 r. został mianowany ministrem sprawiedliwości w drugim rządzie Fouada Siniory. W latach 2009–2011 ponownie kierował ministerstwem sprawiedliwości w gabinecie Sada al-Haririego.